# Jan Jansz. Treck

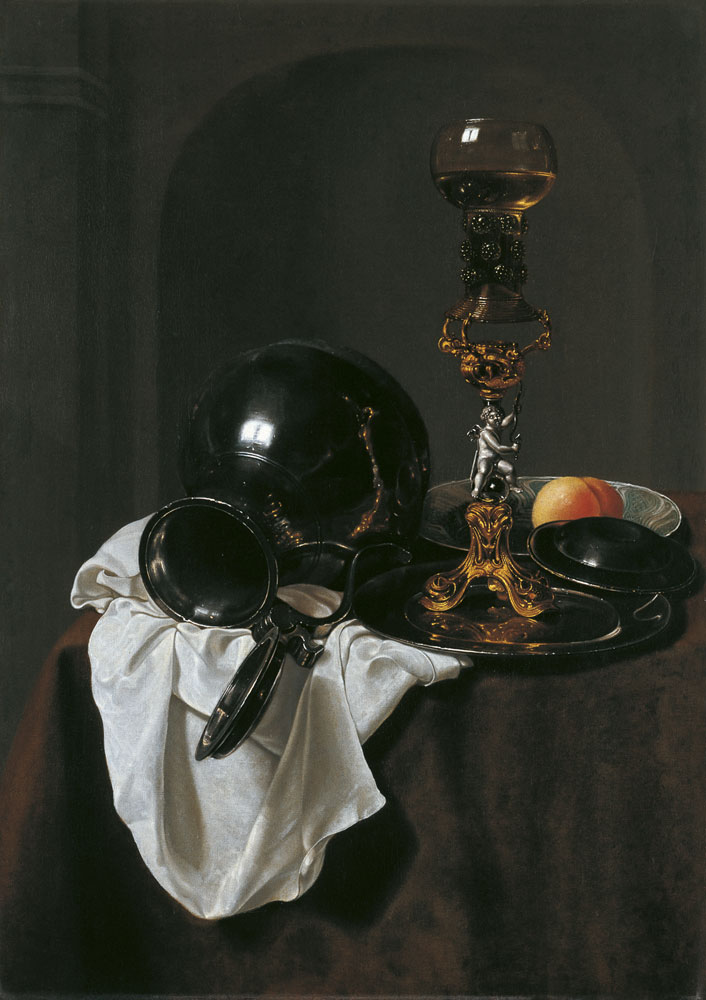
Bodegón con vaso de vino, jarra de peltre y otros objetos, óleo sobre lienzo, 81,8 x 57,8 cm, Madrid, Museo Nacional Thyssen-Bornemisza.

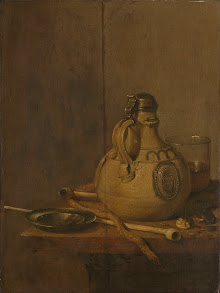
Naturaleza muerta con jarra de gres, óleo sobre tabla, 49,5 x 37 cm, Ámsterdam, Rijksmuseum.

Jan Jansz. Treck (Ámsterdam, c. 1606 – 1652) fue un pintor barroco neerlandés especializado en la pintura de bodegón.

## Biografía
Nacido en Ámsterdam hacia 1606, en 1619 el también pintor de bodegones Jan Jansz. den Uyl contrajo matrimonio con su hermana mayor. Tanto por este hecho como por la afinidad de sus estilos, es probable que Treck se formase como pintor en el taller de su cuñado. Documentado como pintor independiente desde 1623, la primera obra fechada que se conserva es de 1641. A la muerte de Uyl, hacia 1639, se hizo cargo de su viuda y de sus sobrinos. Treck debió de hacerse cargo también del taller y completar las obras inacabadas de Uyl, como acreditaría un Bodegón con vajilla de porcelana, cristalería y estaño subastado en Christie’s de Londres en 1977 y en paradero actual desconocido, que habría sido supuestamente iniciado por Uyl y completado por Treck.
Los bodegones de Treck, enfatizando las líneas verticales, reúnen un reducido número de objetos de vitrina, combinando piezas de porcelana y metal con cristalería sobre una mesa cubierta con un tapete y habitualmente una servilleta blanca. Más humilde, y conmovedora en su sobriedad es una Naturaleza muerta, firmada y fechada en 1647 (Ámsterdam, Rijksmuseum), con una jarra de gres repetida en una más recargada Vanitas fechada en 1648 (Londres, National Gallery) en la que se advierte cierta evolución en el estilo de Jan Treck, posiblemente por influencia de Pieter Claesz y Willem Heda. En cualquier caso, la estrecha semejanza entre las obras de Treck y de su cuñado, y también con la producción de Simon Luttichuys (1610-1661), hace difícil distinguir la mano de cada uno de ellos en  las obras no firmadas, como sucede con el Bodegón con vaso de vino, jarra de peltre y otros objetos del Museo Thyssen Bornemisza, anteriormente atribuido a Uyl.